# Кэллоуэй, Эрл
Эрл Кэллоуэй (англ. Earl Genard Calloway, родился 30 сентября 1983 года в Атланте, штат Джорджия, США) — американский и болгарский профессиональный баскетболист, играющий на позиции разыгрывающего.

## Карьера

### Клубная
После окончания университета Индианы, в сезоне 2007-08 игрок был приглашен в команду лиги развития НБА «Форт-Уэйн Мэд Энтс», где провел 50 матчей, в среднем за игру набирал 19,0 очков, отдавал 5,8 результативных передач и совершал 5,1 подбор. По окончании сезона был приглашен известным хорватским тренером Велимиром Перасовичем в «Цибону». В составе «Цибоны» в национальном первенстве игрок провел 16 матчей, в среднем за матч набирал 9,8 очков, отдавал 3,9 результативных передач и совершал 1,8 подбор. Команде удалось попасть в финал Адриатической лиги, где «Цибона» встретилась с белградским «Партизаном». На турнире игрок набирал в среднем 11,1 очков, отдавал 3,2 передачи и совершал 3,2 подбора. Также в составе «Цибоны» Кэллоуэй выступал в Топ-16 Евролиги, где набирал 12,7 очков, отдавал 2,8 передачи и совершал 3,4 подбора.
В сезоне 2009 года игрок перешёл в команду испанской лиги «Кахасоль». В 2012 году перешёл в другой испанский клуб «Малага».

### Международная
Игрок выступает за национальную сборную Болгарии.